# Hadesarchaea
Gli Hadesarchaea  o SAGMEG (South-African Gold Mine Miscellaneous Euryarchaeal Group) sono un gruppo di archei scoperti da Carl Woese in una miniera d'oro in Sudafrica a 3 km di profondità. Essi si trovano in profondità rispetto alla superficie della terra; diedero il nome dalla musa greca Aede Baker dell'Università del Texas ad Austin et al. nel 2016.
Poco noti, sono oggetto di studi pionieristici, e si conosce il fatto che sfruttano come fonte di energia il monossido di carbonio (CO) in anaerobiosi stretta; hanno inoltre la capacità di accoppiamento nella riduzione dei nitriti ad ammoniaca (DNRA).
Sono estremamente difficili da coltivare in laboratorio.
Data al 2016 l'isolamento di questi batteri in due distinti luoghi negli USA, in terreni sedimentali con sequenziamento metagenomico: nell'estuario dell'White Oak River e nello Yellowstone National Park, dove insistono condizioni estreme per la vita con 70 °C e terreni altamente alcalini.
Ciò ha permesso di ricostruire 4 genomi completi, utilizzando direttamente il genoma trovato in natura senza passaggi colturali in laboratorio.
Ciò ha mostrato che essi hanno un genoma relativamente semplice di circa 1,5 Mbp, il più piccolo tra tutti gli Archea noti, e mostrando una certa similitudine genetica con il clade dei Thermococci.